# Hamann Motorsport
Die Hamann GmbH ist ein Unternehmen für Fahrzeugtuning und ein Fahrzeughersteller. Der ehemalige Inhaber und Namensgeber ist Richard Hamann (* 14. April 1957; † 17. März 2011), der mehr als 20 Jahre Motorsporterfahrung besaß. Er hat beispielsweise dreimal die Spezial-Tourenwagen-Trophy auf einem BMW M1 gewonnen. Die Hamann-Fahrzeuge hatten bereits über 700 Renneinsätze und davon mehr als 300 Podiumsplätze. Folgende Marken werden vom Unternehmen veredelt: Mini, BMW, Fiat, Porsche, Land Rover, Bentley, Ferrari und Lamborghini.

## Geschichte

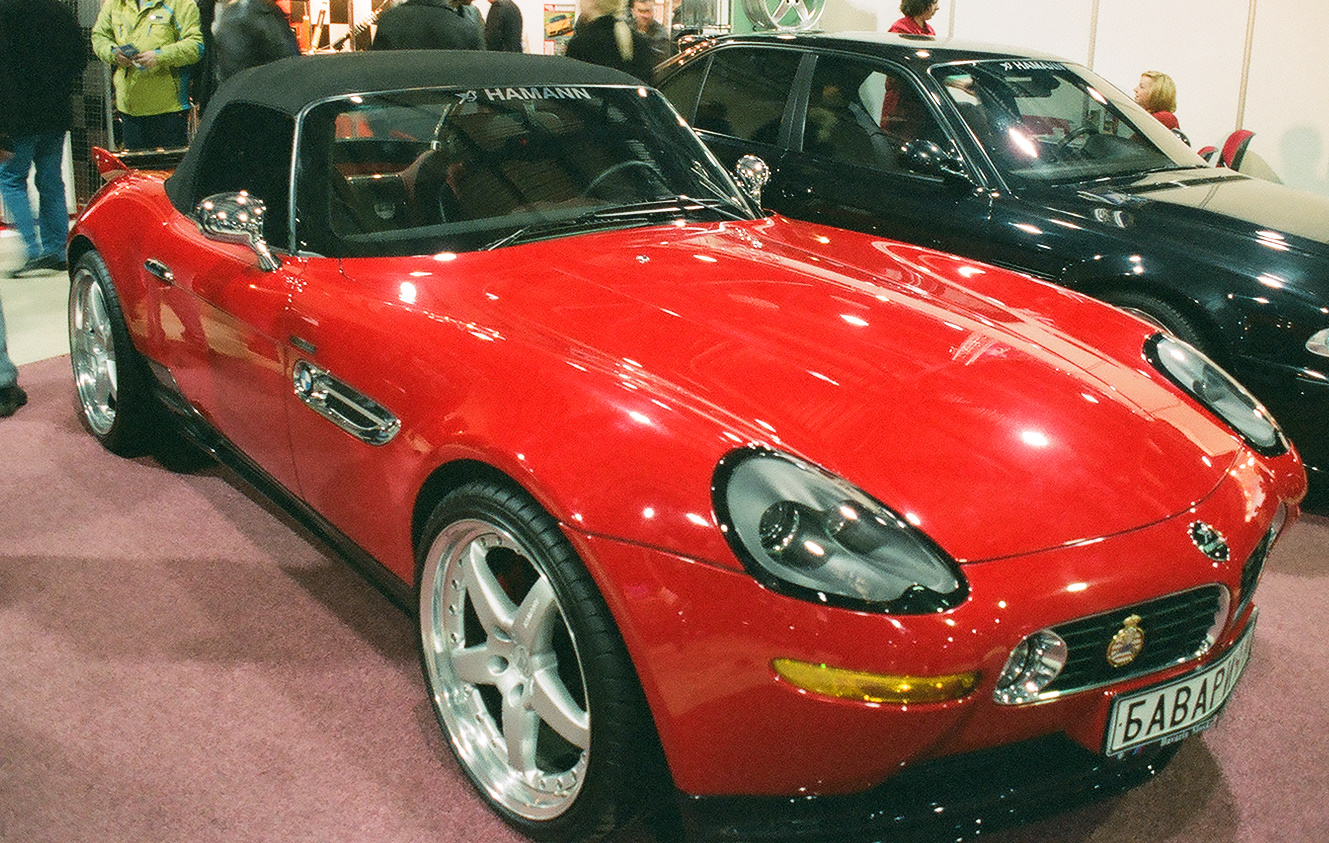
BMW Z8 Hamann an der Moscow International Motor Show (MIMS) 2003

Die Hamann GmbH wurde 1986 gegründet. Zuerst spezialisierte man sich auf die Veredelung von BMW-Fahrzeugen. Es wurde eine turbogeladene Version des BMW M3 der E-30-Baureihe entwickelt. Das Auto leistet 256 kW (348 PS), hatte eine Höchstgeschwindigkeit von 273 km/h und beschleunigte in 5,1 s auf 100 km/h.
In der Folge baute Hamann sein Tuningprogramm für BMW-Automobile aus. Heute gehört das Unternehmen zu den weltweit renommiertesten und größten Anbietern. 2002 erweiterte Hamann das Tuningprogramm um Mini, Range Rover und Porsche neben den Marken BMW und Ferrari. Seit 1997 bietet Hamann Motorsport im Unternehmensbereich Opera Design auch die Veredelung von Mercedes-Benz- und smart-Automobilen an.
Im Herbst 2003 bezog das Tuningunternehmen sein 10.000 m² großes neues Hauptquartier in Laupheim, das ca. 6 km vom alten Standort (Hüttisheim bei Ulm) entfernt liegt.